# Fritz Aldinger
Fritz Aldinger (* 30. April 1941 in Marbach am Neckar) ist ein deutscher Materialwissenschaftler.

## Leben
Fritz Aldinger absolvierte sein Abitur am Justinus-Kerner-Gymnasium Heilbronn. Ab 1961 studierte er dann zunächst Chemie an der Universität Stuttgart, wechselte jedoch nach dem Vordiplom in das Fach Metallkunde. Der damalige Lehrstuhlinhaber für Metallkunde, Werner Köster, war zugleich Direktor des Max-Planck-Instituts für Metallforschung (MPI). Die Arbeiten sowohl für seine Diplomarbeit als auch für seine Dissertation führte er in den Laboratorien des MPI für Metallforschung durch. Er promovierte 1967 an der Universität Stuttgart mit der Dissertation „Über den Aufbau des Vierstoffsystems Silber-Kupfer-Zink-Kadmium“.
Von 1967 bis 1978 war Aldinger wissenschaftlicher Mitarbeiter am Pulvermetallurgischen Laboratorium (PML) des MPI für Metallforschung. Er war von 1978 bis 1985 Leiter des Bereichs Metalle bei der W.C. Heraeus GmbH in Hanau. 1985 wechselte Aldinger als Direktor der Zentralforschung zur Hoechst AG. Ab 1992 bis zu seiner Emeritierung im Jahr 2007 war er Direktor am Max-Planck-Institut für Metallforschung und zugleich in Personalunion Ordentlicher Professor für „Nichtmetallische Anorganische Materialien“ an der Universität Stuttgart.
Wissenschaftlich befasste sich Aldinger mit zahlreichen Themen: Er hat „grundlegende Beiträge zur Berechnung von Phasenbeziehungen in höheren Mehrstoffsystemen erarbeitet und so zum Durchbruch ihrer computergestützten, rechnerischen Erfassung beigetragen“. Weiterhin gelang es ihm in seiner Zeit am PML, Verformungsanomalien des Berylliums aufzuklären. Seine Veröffentlichungsliste umfasst über 600 Titel und mehr als 50 Basispatente und Patentbeteiligungen. Umfangreiche Forschungen, die weltweite Beachtung fanden, hat er auch zur Pyrolyse von präkeramischen Polymeren vorgelegt, in denen er wesentliche Zusammenhänge zwischen der Struktur der eingesetzten molekularen Vorläufer und der entstehenden keramischen Materialien aufklären konnte.
Die Datenbank „Highly Cited“ des Institute for Scientific Information führt ihn in ihrer Liste der jeweils 250 weltweit meistzitierten Wissenschaftler in der Kategorie Materials Sciences.

## Funktionen und Auszeichnungen
- Sprecher des DFG-Schwerpunktprogramms "Precursorkeramik"
- Direktor im Forschungsprogramm "Ceramics Superplasticity" der Japan Science and Technology Corporation und der Max-Planck-Gesellschaft
- Tesla-Medaille der Serbischen Akademie der Wissenschaften
- Skaupy-Preis des Gemeinschaftsausschusses Pulvermetallurgie vom 12. November 1997[3]
- Fellow der World Academy of Ceramics
- Fellow of the American Ceramic Society[4]
- Vollmitglied des International Institute for the Science of Sintering